# Asad ibn Abdallah al-Qasri
Asad ibn Abdallah ibn Assad al-Qasrí, más conocido simplemente como Asad ibn Abdallah (m. 738) fue un gobernador árabe del Jorasán, del clan Qasr de los Bajila. Fue gobernador del 723/724 al 726/727 y del 735 al 738 bajo la autoridad de su hermano Jalid ibn Abdallah al-Qasrí gobernador de Irak y el Oriente durante el califato de Hisham ibn Abd al-Malik (724–743).

## Biografía
Su gobierno coincidió con el ascenso de las bandas turcas que no podían ser paradas. Hizo expediciones en la zona del Parapomisus. En 726 reconstruyó Balj destruida por Qutayba ibn Múslim después del levantamiento de Nezak, y llevó las tropas árabes que estaban de guarnición a Barukan. Su violencia contra los mudarites locales provocó una revuelta y el califa lo destituyó el 726/727.
Pero el desorden continuó, y en 734 hizo una revuelta contra Al-Hárith ibn Surayj (que duró hasta 746) que tenía el apoyo del príncipes locales, y finalmente el califa lo volvió a nombrar gobernador el 735; entonces rechazó a los rebeldes hacia el otro lado del Oxus, pero todo y una expedición que hizo a Samarcanda ya no pudo restaurar el dominio árabe completo a Sogdiana. Con la intención de controlar el Tujaristán estableció una guarnición de 2500 soldados sirios en Balj (736). El 737 hizo una expedición al Khuttal, pero los príncipes locales pidieron ayuda al kaghan de los Turcos Occidentales, Yollyg-tegin Izhan-Kan (734-739) en chino conocido como Su Lu, y tuvo que volver a Balj después de sufrir fuertes pérdidas en una batalla contra estos el 1 de octubre del 737.
Entonces las fuerzas del rebelde Al-Hárith y de los príncipes de Sogdiana, con el apoyo de los turcos, cruzaron el Oxus y atacaron Khurasan. Asad con sus fuerzas sirias y algunos contingentes locales sorprendió al ejército invasor a Kharistan y los derrotó (diciembre del 737) bloqueando la retirada de los que quedaban. Con esto restauró el poder árabe al Jorasan.
Murió unos meses después (738)
En sus gobiernos empezaron a actuar en la provincia los emisarios de los futuros abásidas. Convirtió al islam a un notable local, Saman-judá, ancestro de la dinastía samánida, y el hijo mayor de este recibió el nombre de Asad en honor suyo. Sus descendentes disfrutaron hasta el gobierno de Abdallah ibn Tahir (828-845) del feudo de la villa de Asadabad, construida por él a la proximidad de Naysabur. También un barrio de Kufa fue creado por él y recibió el nombre de Suk Asad.